# پیش‌قبض

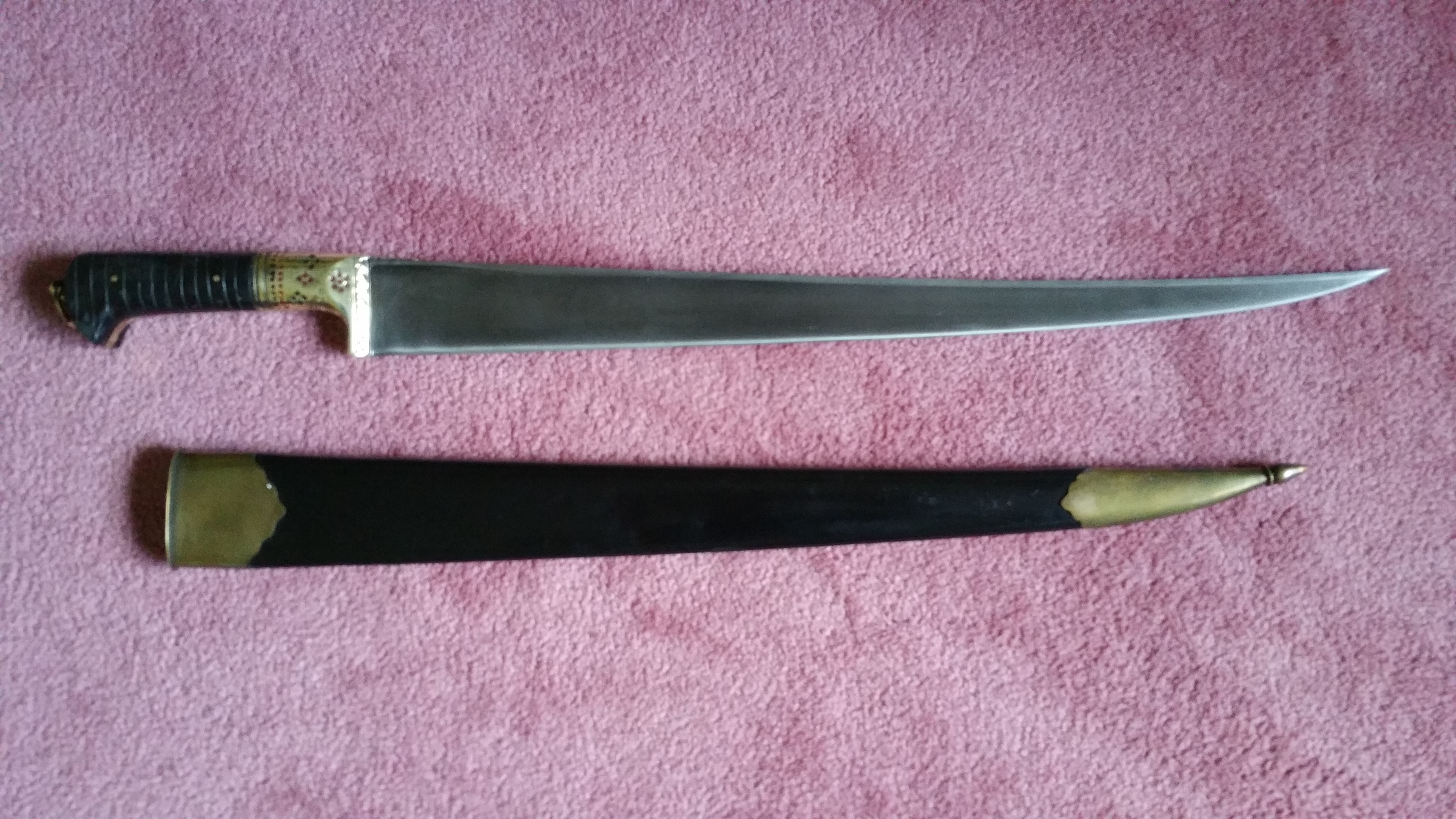
پیش‌قبض مدرن با غلاف ساخت هند. تیغه: فولادی؛ دسته: شاخ بوفالو و برنجی.

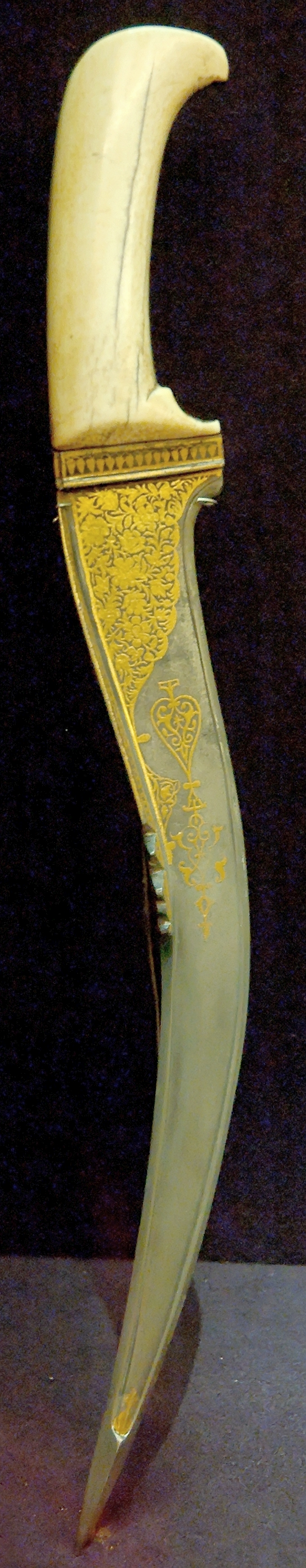
پیش‌قبض، قرن هجدهم. تیغه: فولاد طلایی؛ دسته: عاج طلایی یا استخوان، موزه لوور، پاریس فرانسه.

پیش‌قبض نوعی چاقوی هندوایرانی است که برای نفوذ به جوشن و انواع دیگر زره‌ها طراحی شده‌است. این کلمه پیش قبض یا پیش قبض نیز نوشته می‌شود و در زبان فارسی به معنای از پیش گرفتن است. به زبان هندوستانی وام گرفته شد. در اصل در زمان ایران صفوی ساخته شد و در دوره مغول در آسیای مرکزی و شبه قاره هند گسترش یافت.